# Yitang Zhang

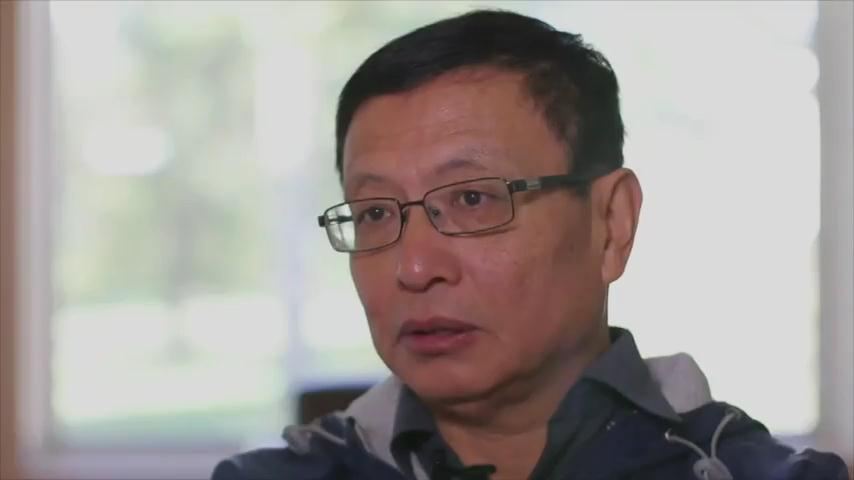
Yitang Zhang, 2014

Yitang Zhang, genannt Tom Zhang, (chinesisch 张益唐, Pinyin Zhāng Yìtáng; * 1955) ist ein chinesischer Mathematiker, der sich mit Zahlentheorie befasst.

## Leben
Zhang war mit seiner Familie während der Kulturrevolution aufs Land verschickt worden, wo die Eltern einfache Landarbeiter-Tätigkeiten verrichteten. Er erwarb seinen Bachelor-Abschluss an der Universität Peking, ging 1985 in die USA und wurde 1991 bei Tzuong-Tsieng Moh an der Purdue University promoviert über ein schwieriges Problem der algebraischen Geometrie, die Jacobi-Vermutung (The Jacobean conjecture and the degree of field extension). Danach arbeitete er als Buchhalter, bevor er 1999 Dozent (Lecturer) an der University of New Hampshire wurde. Er hielt dort Analysis-Vorlesungen, hatte aber bis 2013 keine tenure (Festanstellung für Professoren an US-amerikanischen Universitäten).
2013 bewies er einen Satz, der als Fortschritt im Umfeld der Primzahlzwillings-Vermutung gilt. Er bewies, dass es unendlich viele Primzahlpaare mit Differenz kleiner als 70 Millionen gibt (nach Ansicht von Zhang lässt sich die Grenze noch weiter reduzieren). Die Primzahlzwillings-Vermutung behauptet die Existenz unendlicher vieler Primzahl-Paare mit Abstand 2. Trotz der augenfälligen Diskrepanz wurde dies als Fortschritt gewertet, da es das erste Resultat dieser Art war. Er baut auf Arbeiten von Dan Goldston, Cem Yildirim und János Pintz auf und verwendete das nach ihnen benannte GPY-Sieb sowie Techniken der analytischen Zahlentheorie von John B. Friedlander, Enrico Bombieri und Henryk Iwaniec aus den 1980er Jahren. Nach der Veröffentlichung von Zhangs Artikel wurde an einem Gemeinschaftsprojekt zur Optimierung der Parameter in Zhangs Formeln gearbeitet. Dadurch konnte die Obergrenze von 70 Millionen bis zum August 2014 bereits auf 246 gesenkt werden. Allerdings wurden auch fundamentale Schranken aufgezeigt, die eine Senkung der Grenze bis auf 2 und damit einen Beweis der Primzahlzwillingsvermutung mit Zhangs Ansatz verhindern. Mit einer unabhängigen Methode hatte im November 2013 James Maynard die Grenze auf 600 senken können.
Nach seinem Durchbruch in der Zahlentheorie 2013, an der er vier Jahre insgeheim forschte und bei seinen Kollegen in der analytischen Zahlentheorie bis dahin so gut wie unbekannt war, wurde er zu zahlreichen Gastvorträgen und Forschungsaufenthalten eingeladen wie am Institute for Advanced Study. Er erhielt auch Angebote auf Professuren in China und 2014 eine volle Professur an der University of New Hampshire. Im September 2015 erhielt er ein Angebot einer vollen Professur an der University of California, Santa Barbara.
Zhang erhielt 2013 den Ostrowski-Preis und 2014 den Colepreis für Zahlentheorie. 2014 war er eingeladener Sprecher auf dem Internationalen Mathematikerkongress in Seoul (Small gaps between primes and primes in arithmetic progressions to large moduli). Ebenfalls 2014 erhielt er ein MacArthur Fellowship.

## Werke
- Yitang Zhang: Bounded gaps between primes. In: Annals of Mathematics. Band 179, 2014, S. 1121–1174, doi:10.4007/annals.2014.179.3.7